# Сосруко (стоянка)
Сосруко — грот, багатошарова стоянка заключної давньокам'яної доби та середньокам'яної доби у Передкавказзі.
Розташований у Кабардино-Балкарії, на правом березі річки Баксан, між селами Билим й Лашкута. на висоті 60—64 метрів над річкою біля основи прямовисної вапнякової скелі. Відкладення грота пов'язані з другою надзаплавною терасою. Його довжина приблизно 30 м й сучасна глибина не перевищує 6 м.
Грот відкрито Сергієм Замятніним й Панаїтом Акрітасом у 1954 році й розкопано у 1955-57 роках.

## Статиграфія стоянки
На гроті виявлено три шари:
- шар А — щебінь з гумусом, товщиною 1,8 м, з залишками ранньосередньовічної доби;
- шар В — світло-бура глина з незначною домішкою щебеню й великими брилами вапняку, містить культурні шари Ml-М5 середньокам'яної доби; у глибину шар піскуватішає; сягає 4 м;
- шар С — зеленувато-жовтий супісок з дрібними валунцями й галькою, у верхній частині товщі містить середньокам'яні шари М6 й М7;
- на глибині 10,6 м в цих же відкладах виявлено багатий культурний шар пізньої давньокам'яної доби; фауна не виявлена;
- з 12 м починається стерильний шар гальки без культурного втручання, що пройдено углиб до 14,2 м. Скельного дна гроту археологами не було досягнуто.

Усі шари розділені стерильними прошарками, деякі з них товщиною понад 1 м.
На багатошаровій стоянці Сосруко виділяються дві виразні середньокам’яні комплекси:
- верхній, для якого характерні дрібні неретушовані ножеподібні платівки-вкладні та кістяні основи складових знарядь (шари Ml-М2); швидше за все, відноситься до кінця мезоліту і поки не має аналогій;
- середній, з характерними ножеподібними платівками з виїмками й високі сегменти (шари МЗ-М4); комплекс на думку С. Н. Замятніна, «досить ранній»[1].

Нижній комплекс з шарів М5-М7 з невиразними матеріалами С.Н. Замятнін також відніс до середньокам’яної доби.
Шар М5 лежить в основі товщі В й дещо відмінний за складом фауни від фауни попередніх шарів М3 й М4. Шари М6 й М7 з верхньої частини товщі С, ймовірно відносяться до плейстоценової доби, що мала пізньо-давньокам’яний матеріал у своїй основі.

## Опис шарів

### Пізньо-середньокам’яні шари

#### Шар М1
Шар розкрито на площі 30 кв. м. Містить залишки благородного оленя, кавказького цапа, дикого кабана, зайця, сірої куріпки й чисельних раковин Helix.
Містить золу й скупчення раковин Helix, багато з яких побували у вогні. Інвентар сконцентрований навколо двох невеликих вогнищ. Одне було округлим, діаметром близько 1 м; друге мало овальну (1x1,5 м) форму. Знаряддя виготовлялися з обсидіану, рідше з крейдяного кременю. Основна частина колекції - дрібні (2-5 см завдовжки) ножеподібні платівки без слідів обробки й невеликі призматичні нуклеуси. Обробка каменю проводилася на стоянці. Виявлено два округлих скребка. 
Скупченнях раковин говорить про розвинене збирання. Виявлене тут складене кістяне знаряддя могло використовуватися як жнивний ніж, що свідчить про систематичне збиранні злаків, або, навіть, зачатки землеробства. Ймовірно, комплекс являє деякі риси новокам’яної доби. 

##### Кістяні вироби
Виявлені декілька кістяних складових знарядь з пазами для вкладнів, одне з яких збереглося повністю: плоске, довжиною близько 15,5 см біконічне з метакарпальної кістки благородного оленя, у пазі для вкладнів - кілька уламків платівок, вкрите карбуванням з коротких поперечних ліній. Два інших фрагмента складових знарядь - уламки дротиків з пазом по одній зі сторін. Також виявлено кістяний стрижень без паза, уламок кістки зі слідами користування у якості вичавлювача та підтрикутна плоска підвіска зі сланцю. 

#### Шар М2
Шар розкрито на площі 20 кв. м; подібно до верхнього шар містить залишки благородного оленя, кавказького цапа, дикого кабана, зайця, сірої куріпки й чисельних раковин Helix.
Нечисленний матеріал з шару М2 був зосереджений біля вогнища, та типологічно дуже близький до матеріалу шару М1.

### Ранньо-середньокам’яні шари

#### Шар М3
Шар залягає на глибині 4 м й займає усю розриту площу у 20 кв. м. Подібно до двох верхніх шарів й М3 містить залишки благородного оленя, кавказького цапа, дикого кабана, зайця, сірої куріпки й чисельних раковин Helix.
За характером інвентаря й господарськими залишкам він істотно відрізняється від верхніх шарів. Повністю відсутня мушля Helix. Змінилися прийоми розщеплення каменю: платівки сколювалися з сплощених односторонніх косоплощинних нуклеусів. Обробка каменю проводилася на місці. Багато пластин без обробки, короткі округлі скребки, кутові різці; характерні платівки з бічними виїмками, оздоблені крутою ретушшю. Близько двох десятків великих (близько 3-4 см) високих сегментів з обсидіану, рідше з кременю. Вздовж дуги знаряддя оброблені крутою ретушшю з боку спинки. Виділено сегментоїдний наконечник, що близький сегментам. Три вістря зі скошеним краєм на ножеподібниї платівках.

#### Шар М4
Шар товщиною 1-2 см розкрито на площі 20 кв. м із скупченням золи й рожевими обпаленими плямами, виявлене кістяне шило й великий сегмент, близький знаряддям з вищого шару М3.
Фауна, де переважають залишки сарни, козулі, зустрічаються кістки кабана, лисиці, малого ховраха й сірої куріпки, відмінна від верхніх шарів М1-М3.

#### Шар М5
Шар М5 положено на глибині 5-5,2 м в основі товщі В розкрито на площі 20 кв. м; являє собою пачку тонких лінз що перекривають одна одну з розділеннями стерильними прошарками. 
Фауна, де переважають залишки сарни, козулі, зустрічаються кістки кабана, лисиці, малого ховраха й сірої куріпки, відмінна від верхніх шарів М1-М3 й дещо відмінна за складом фауни від М4.
Нечисельний матеріал, що відрізняється від верхніх шарів. Кременя стає значно більше. Характерна техніка розколювання каменю призматичних нуклеусів. Чисельні великі правильні ножеподібні платівки. Обробка каменю проводилася на місці. Один з нуклеусів перетворений на нуклеїдний скребок. Інший скребок є коротким подвійним знаряддям на ножеподібній платівці з плоскими заломами з боку черевця, що утворилися від роботи ним як долотом. Короткий кінцевий скребок виконаний на сколі. Різці у шарі відсутні. Характерні дві платівки, що круто ретушувано по одному й двох бічних краях. Один нуклеподібний уламок використовувався як вичавило.

### Пізньо-давньокам’яні шари

#### Шар М6
Залягає на глибині 6,6 м у верхній частини товщі С; розкрито у невеликому шурфі. Дуже бідний на матеріал. Тут виявлено уламки кременю та кісток, дві ножеподібні пластини, одна з яких з скребковою ретушшю на кінці. Фауна не визначена.

#### Шар М7
Залягає на глибині 6,8 м у верхній частини товщі С; розкрито у невеликому шурфі. Дуже бідний на матеріал. Тут простежена частина великого вогнища, що містить уламки кременю та кісток й один нуклеус.  Фауна не визначена.

## Сегменти Сосруко
Сегменти нижнього комплексу ранньо-середньокам’яної доби не знаходять точних аналогій серед геометричних мікролітів навісу Сатанай (у Баракаївської, Краснодарського краю) західного Кавказу. Комплекс Сатанай типологічно архаїчніше матеріалу шарів М3 й М4 Сосруко. Верхній (шари M1 й М2) та середній (шари М3 й М4) комплекси Сосруко дають уявлення про дві різночасові середньокам’яні культури Передкавказзя.
Матеріал Алебастрового навісу, що розташований поблизу, дуже близький верхньому та середньому комплексам шарів M1-М4 Сосруко.

### Романелло-азильська культурна спільнота
За сегментами пам’ятки типу Сосруко середнього комплексу (шари М3-М4) належать до романелло-азильської культурної області із сегментоподібними мікролітами, що розвивалися у Південній та Центральній Європі, у Криму та на Кавказі за заключної давньокам’яної та початку середньокам’яної діб у 12-9 тисячах років тому. До азило-романельської культурної спільноти відносяться:
- азильська культура півдня Франції,
- романелліська культура Італії,
- федермессерська культура Німеччині,
- Вітув й Тарново Польщі,
- Шан-кобинська у Криму та її білоліська група у Північно-Західному Надчорномор’ї,
- Сосруко й Алебастровий навіс на Кавказі[2][3].

До переліку пам'яток азило-романельської спільноти також відносять пам'ятки типу Борщеве II Подоння та Куіна-Туркулуй Подунав’я й можливо ранній Натуф Леванту.